# Senhit
Senhit Zadik Zadik (Bolonya, 1 octubre del 1979), fins al 2015 també coneguda com a Senit, és una cantant italiana.

## Biografia
Senhit va néixer a Bolonya de pares eritreus. Va actuar als musicals de Fame, The Lion King i Hair a Alemanya i Suïssa. El 2002 va tornar a Itàlia i va publicar el seu primer àlbum Senit el 2006.
El 2011 va representar San Marino en el Festival de la Cançó d'Eurovisió a Düsseldorf (Alemanya), amb la cançó Stand By. No va arribar a la final. Hauria representat San Marino amb la cançó Freaky al Festival de la Cançó d'Eurovisió 2020, que s'hauria celebrat a la ciutat neerlandesa de Rotterdam en cas de no haver sigut cancel·lat per la pandèmia per coronavirus de 2019-2020. Per això, va ser seleccionada internament per a representar el país al Festival d'Eurovisió 2021. Participarà amb la cançó Adrenalina.

## Discografia

### Àlbums
- Senit (2006)
- Un Tesoro è Necessariamente Nascosto (2007)
- So High (2009)

### Senzills
- La mia città è cambiata (2005)
- La cosa giusta (2005)
- In mio potere (2005)
- La faccia che ho (2007)
- Io non dormo (2007)
- Everytime (2010)
- Stand by (2011)
- Through the rain (2011)
- Freaky (2020)
- Obsessed (2020)
- Adrenalina ft. Flo Rida (2021)